# اضرابات كونو
إضرابات كونو هي إضرابات على مستوى الدولة حدثت في ألمانيا ضد حكومة مستشار الرايخ فيلهلم كونو في أغسطس عام1923، وطالبت موجة الإضرابات بإقالة حكومة كونو في 12 أغسطس 1923 ومهدت الطريق لذلك بعد تسعة أشهر فقط من بدايتها. ودعمت الإضرابات أيضًا آمال كومنترن بقرب الثورة الألمانية.

## معلومات تاريخية
في يناير 1923، طالبت حكومة كونو بالمقاومة السلبية للاحتلال البلجيكي والفرنسي لمنطقة الرور. وفي نفس الوقت، خرج التضحم في جمهورية فايمار عن نطاق السيطرة بسرعة كبيرة سواء نتيجة مدفوعات التعويضات وحدها أو بسبب تكاليف المقاومة السلبية، حيث قاطعت السلطات المحلية والشركات قوات الاحتلال بينما دفعت الحكومة أجور تلك الإدارات ودفعت تعويضات لشركات الفحم والصلب بسبب خسائرها. تسببت النفقات في انهيار عملة رايخ مارك المتضخمة بالفعل. في بداية عام 1923، كانت العملة متداولة عند الحد 21000 مقابل الدولار الأمريكي، وفي نهاية عام 1923 كانت تساوي ما يقرب من 6 تريليونات (12 صفرًا) دولار أمريكي. بالنسبة للمجتمع الألماني، كانت النتيجة كارثية بالكامل حيث هرع الناس لشراء الأشياء قبل أن تفقد أموالهم قيمتها، ومن لديهم مدخرات شاهدوها تتبخر بين عشية وضحاها. وعارضت أعداد كبيرة من الحركة العمالية الحكومة الألمانية كما عارضت بشكل أكبر القوات الفرنسية المحتلة. كان شعارهم "اهزم كونو وبوانكاريه في منطقة الرور (نهر)| وسبري!”
أثار نزاع بين العاملين في قطاع الطباعة في برلين a اضرابًا مفاجئًا. وبتحريض من الحزب الشيوعي (KPD) تأثرت مطبعة الرايخ أيضًا مما تسبب في توقف مطابع الأوراق النقدية وقبل ذلك هناك نقص ملحوظ في النقود الورقية. كما انضم عمال من محطات توليد الطاقة والبناء ونقل برلين للإضراب. وطالبت موجة من الإضرابات باستقالة حكومة كونو. ورغمًا عن رئيسة الحزب الشيوعي الألماني روث فيشر، نجح أوتو فيلس، رئيس الحزب الديمقراطي الاجتماعي (SPD) في إحباط الإضراب العام.
وتحت ضغوط من الحزب الديمقراطي الاجتماعي، رفض المؤتمر النقابي في 10 أغسطس عام 1923 الدعوة لإضراب عامالذي دعمه اليسار الاتحاد العام للنقابات الألمانية. ولم يقبل الحزب الشيوعي الألماني هذه الهزيمة وعقد اجتماعًا في اليوم التالي لجميع مجالس العمل الثورية في برلين الكبرى. ودعوا إلى إضراب عام لإسقاط حكومة كونو، ولكن أعيق نشر الدعوة على نطاق واسع لأن العلم الأحمر كان قد تم حظره. ومع ذلك، فإن الإضرابات التي دعمها البعض في الحزب الديمقراطي الاجتماعي انتشرت من برلين إلى المدن والمناطق الأخرى، مثل هامبورغ وساتيا ومقاطعة ساكسونيا فضلا عن ولايتي سكسونيا وتورنغن. واحتل العمال الشيوعيين المصانع وهرب مسؤولو الإدارة. وفي منطقة الرور، كانت هناك مقاومة سلبية بدلاً من الإضرابات. وفاقت الاستجابة للإضراب توقعات قيادة الحزب الشيوعي الألماني. وكان إجمالي القائمين بالإضراب ثلاثة ونصف مليون عامل مما اضطر كونو وحكومته بأكملها إلى الاستقالة في اليوم التالي.
ومع استقالة كونو في 12 أغسطس 1923، انتهت الإضرابات مباشرة. وعاد العمال إلى العمل في الأيام التي تلت حلّ حكومة كونو. بالإضافة إلى ضغط الإضرابات، في 10 أغسطس، تحولت كتلة الحزب الشيوعي الألماني في البرلمان الألماني إلى انتقاد حكومة كونو. ولم يرى الحزب الديمقراطي الاجتماعي، مدفوعًا بقاعدته الشعبية ومتطلعًا لتجنب أسوء اضطرابات اجتماعية أو ربما ثورة، أي بديل سياسي سوى تشكيل ائتلاف كبير. ودعا رودولف هيلفردينغ، على عكس اليساريين المنحازين إلى بول ليفي، إلى هذه الخطوات وحث غوستاف سترسمان على تولي الحكومة وبهذا حل الأزمة في إطار النظام البرلماني وترك الحزب الشيوعي الألماني غير قادر على تحويلها لاضطرابات ثورية.
ومع ذلك زادت إضرابات كونو في موسكو من الأمل في الثورة الألمانية. وحدثت اشتباكات مع الشرطة في عدة مدن وسقط عشرات القتلى من العمال. واعتقد ليون تروسكي وغيره من الأعضاء المؤثرين في المكتب السياسي السوفيتي والكومنترن أن ألمانيا كانت مستعدة للثورة لكن هاينريش براندلر رئيس الحزب الشيوعي الألماني شعر أن ذلك سابق لأوانه. وعلى الرغم من شكوك براندلر، اعتمد المكتب السياسي السوفيتي في 23 أغسطس 1923 خطة «الثورة البلشفية», لكن محاولة الانقلاب العسكري ألغيت في آخر لحظة. ولم يصل قرار الإلغاء إلى هامبورغ في الوقت المناسب (أو ربما تجاهلته القيادة المحلية للحزب الشيوعي الألماني) وحدثت التمرد المحلي كما هو مخطط له.

## كتابات أخرى
- Heinrich August Winkler: Germany: The Long Road West. Vol. 1: 1789-1933. Oxford University Press, Oxford (2006) (ردمك 978-0-19-926597-8)